# De Phoenix (katoenfabriek)
De Katoenspinnerij en -weverij De Phoenix, Katoenfabriek De Phoenix of soms simpelweg De Phoenix was een katoenfabriek in de Noord-Hollandse stad Haarlem.

## Geschiedenis
In Gent werd door Guillaume Jean Poelman en Charles Vervaecke in 1805 een katoenspinnerij opgericht onder de naam Poelman fils & Vervaecke. Het was een middelgrote spinnerij. In 1810 werd ook een weverij annex katoendrukkerij toegevoegd. In 1834 verhuisde het bedrijf naar Haarlem. En werd gebouwd in de oosthoek van de Stationsbuurt, ook wel de Gonnetbuurt genoemd. Er werd ook daar een spinnerij en weverij opgezet, waar calicot werd geproduceerd.
Het bedrijf leverde slechte kwaliteit en veroorzaakte een zwendel-affaire waarbij Poelman Engelse producten inkocht en deze als eigen producten verkocht, wat goedkoper was dan ze zelf produceren. Dit werd echter in 1837 ontdekt bij een keuring.
Poelman moest vertrekken en de weverij werd in 1842 overgenomen door Prévinaire. In 1887 werd de fabriek gesloten en in 1891 brandden de gebouwen af.
De fabriek is nimmer rendabel geweest.